# Seminario Rabínico Latinoamericano
El Seminario Rabínico Latinoamericano es un centro educativo, académico, cultural, plural, y religioso del Movimiento Masortí (Judaísmo conservador) de América Latina dedicado a la formación y ordenación de rabinos para difundir y perpetuar la religión judía en las comunidades latinoamericanas que funciona en la Ciudad Autónoma de Buenos Aires. Es el seminario rabínico más importante de Latinoamérica, del cual salen los principales rabinos del movimiento masortí de toda la región.

## Historia

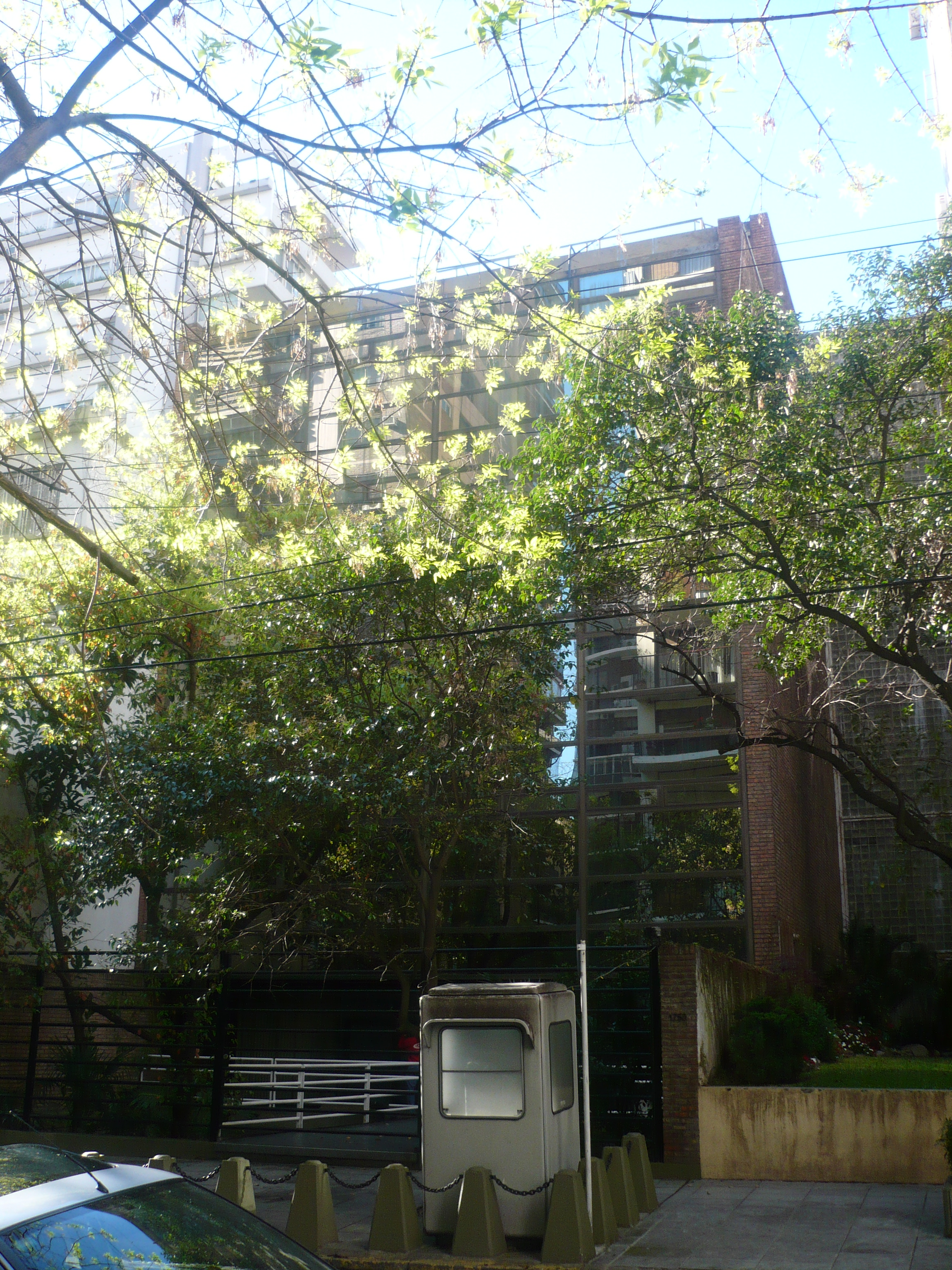
Seminario Rabínico Latinoamericano en Buenos Aires

El Seminario Rabínico Latinoamericano fue fundado en el año 1962 por el Rabino Marshall T. Meyer.
En abril de 1962  Marshall T. Meyer fundó el Seminario Rabínico Latinoamericano que funcionó en la Sinagoga de la Congregación Israelita Argentina dentro de la Congregación Israelita de la República Argentina hasta que Meyer se distanció de la CIRA por discrepancias con la ortodoxia y el seminario quedó inaugurado oficialmente el 2 de agosto de 1964 fuera de la CIRA.
El seminario brinda asistencia rabínica a los internos de fe judía que se encuentran recluidos en las distintas Unidades Penitenciarias dependientes del Servicio Penitenciario Federal y del Servicio Penitenciario Bonaerense.
En el seminario funciona el Centro de Estudios de Religión, Estado y Sociedad (CERES).
Desde su fundación se han graduado 88 rabinos, entre ellas 8 mujeres, incluyendo la primera rabina de Latinoamérica, Margit Oelsner-Baumatz. Todos ellos ejercen sus funciones en diversas comunidades de Argentina, Bolivia, Brasil, Chile, Costa Rica, Colombia, Ecuador, República Dominicana, México, Paraguay, Perú, Puerto Rico, San Salvador, Uruguay, Venezuela, Estados Unidos, Canadá e Israel.
El Seminario posee una Biblioteca considerada como la más completa y actualizada en Ciencias Judaicas de toda América Latina, que cuenta con alrededor 63.000 volúmenes en español, hebreo, inglés, alemán, yidis, francés, italiano, polaco, ruso y griego.
En el año 2012 conmemoró sus 50 años con una gran fiesta en el Teatro Colón.
Es la única institución judía no ortodoxa que brinda formación rabínica en toda América Latina.

## Escuelas
Dentro del Seminario, en la calle José Hernández 1750 de la Ciudad Autónoma de Buenos Aires funcionan el Instituto Superior de Estudios Judaicos Mijlelet Abarbanel, la Escuela de Jazanim y Maestros de Canto Bet Asaf, escuela Arkavá para jóvenes y escuela para adultos sobre temas del judaísmo.

## Premios
El Seminario recibió el premio Zalman Shazar en mayo de1966, uno de los más prestigiosos premios en el mundo judío.